# Municipio de Dighton
El municipio de Dighton (en inglés: Dighton Township) es un municipio ubicado en el condado de Lane en el estado estadounidense de Kansas. En el año 2010 tenía una población de 1268 habitantes y una densidad poblacional de 1,61 personas por km².

## Geografía
El municipio de Dighton se encuentra ubicado en las coordenadas 38°24′33″N 100°32′21″O / 38.40917, -100.53917. Según la Oficina del Censo de los Estados Unidos, el municipio tiene una superficie total de 786.06 km², de la cual 785,96 km² corresponden a tierra firme y (0,01 %) 0,1 km² es agua.

## Demografía
Según el censo de 2010, había 1268 personas residiendo en el municipio de Dighton. La densidad de población era de 1,61 hab./km². De los 1268 habitantes, el municipio de Dighton estaba compuesto por el 95,98 % blancos, el 0,47 % eran afroamericanos, el 0,71 % eran amerindios, el 0,24 % eran asiáticos, el 0,39 % eran de otras razas y el 2,21 % eran de una mezcla de razas. Del total de la población el 2,76 % eran hispanos o latinos de cualquier raza.